# Mari Jo Buhle
Mari Jo Buhle (nacida en 1943) es una historiadora estadounidense y profesora emérita de la Universidad de Brown. Sus aportes se centran en la historia del feminismo y sufragismo en los Estados Unidos.

## Educación
Se graduó en la secundaria North Chicago Community en 1961. El 30 de diciembre de 1963 se casó con Paul Buhle. En 1968 recibió su Maestría en Artes en la Universidad de Connecticut. Obtuvo un doctorado en la Universidad de Wisconsin-Madison en 1974.

## Premios y reconocimientos
- 1991 - Programa de becas MacArthur

## Obras
- It Started in Wisconsin: Dispatches from the Front Lines of the New Labor Protest Verso, 2012 ISBN 978-1-84467-888-4
- The concise history of woman suffrage, Editores: Mari Jo Buhle, Paul Buhle, University of Illinois Press, 2005, ISBN 978-0-252-07276-5
- Out of Many, Volume 1: A History of the American People, Autores: John Mack Faragher, Mari Jo Buhle, Susan Armitage, Daniel Czitrom, Prentice Hall, 2005, ISBN 978-0-13-195129-7
- Feminism and Its Discontents: A Century of Struggle with Psychoanalysis, Harvard University Press, 2000, ISBN 978-0-674-00403-0
- The American radical, Editores: Mari Jo Buhle, Paul Buhle, Harvey J. Kaye, Routledge, 1994, ISBN 978-0-415-90804-7
- Encyclopedia of the American left, Autores: Mari Jo Buhle, Paul Buhle, Dan Georgakas, Garland Pub., 1990, ISBN 978-0-8240-3713-0
- Women and American Socialism, 1870-1920, University of Illinois Press, 1983, ISBN 978-0-252-01045-3